# Kseg
KSEG é um software de Geometria dinâmica livre, licenciado sob os termos da GPL, que permite explorar a geometria euclidiana.
O programa foi criado por Ilya Baran. e roda, originalmente, em plataformas baseadas em Unix. Ele também pode ser compilado e executado no Mac OS X e em todos os sistemas e dispositivos que suportem o framework Qt, incluindo o Microsoft Windows.
O KSEG é uma ferramenta projetada para permitir a fácil visualização das propriedades dinâmicas das construções com régua e compasso e fazer explorações geométricas rapidamente. O software foi inspirado no programa comercial The Geometer's Sketchpad, mas vai além das funcionalidades fornecidas pelo programa original.
Ele pode ser usado em sala de aula para exploração da geometria ou para criar figuras de alta qualidade para um documento em LaTeX.